# Stan Drake
Stanley Allen Drake (New York, 9 november 1921 - Norwalk (Connecticut), 10 maart 1997) was een Amerikaans striptekenaar en illustrator.
Drake tekende reeds op de highschool voor pulpmagazines. Hij studeerde twee jaar aan de Art Students League of New York. Tot 1941 was hij assistent van striptekenaars Bob Lubbers en Bob Bugg. Hij diende in het Amerikaanse leger in de Tweede Wereldoorlog. Na de oorlog werkte hij voor een reclamebureau, en had daarnaast een eigen studio in samenwerking met Bob Lubbers en John Celardo. In 1953 creëerde hij samen met de tekstschrijver Elliot Caplin de dagelijkse krantenstrip The Heart of Juliet Jones, over de romantische lotgevallen van de zussen Juliet en Eve Jones. King Features Syndicate verdeelde de strip internationaal naar een vijfhonderdtal kranten. In Nederland verscheen de strip onder de naam Julia onder meer in de Leeuwarder Courant. Drake tekende de strip tot 1989; daarna nam Frank Bolle het van hem over.
Tussen 1981 en 1989 tekende hij de verhalen rond Kelly Green, een jonge weduwe die de misdaad bestrijdt, voor het Franse stripblad Pilote. De teksten waren van Leonard Starr. De verhalen werden in albumvorm uitgegeven door Dargaud, die vijf albums in kleur uitgaf: Le Contact, 1,2,3, Mourez, Cent millions, mort comprise!, Do, Ré, Mi, ... Sang! en La flibuste de la B.D.
In 1984 volgde Drake Mike Gersher op als tekenaar van de strip Blondie, op scenario van Dean Young. Die strip tekende hij tot aan zijn dood.
Drake was een verwoed golfer en tekende regelmatig illustraties voor het magazine Golf Digest. Hij illustreerde ook het boek The Touch System for Better Golf van Bob Toski.